# 二千石
二千石指地方郡守级官员。在秦汉时期，地方郡一级的长官郡守，每年薪俸是2000石的糧食，故后世常以「二千石」，来代指地方郡守级的官员。

## 分類
依據唐朝顏師古的《漢書注》，二千石級官吏的薪俸，又分為「比二千石」、「二千石」、「真二千石」、「中二千石」。辨別如下：
- 「比二千石」月俸100斛，即年俸1200石
- 「二千石」月俸120斛，即年俸1440石
- 「真二千石」月俸150斛，即年俸1800石
- 「中二千石」月俸180斛，即年俸2160石